# Parti social imberakuri
Le Parti social imberakuri (abrégé en PSI en anglais : Social Party Imberakuri ; en kinyarwanda : Ishyaka ry’Imberakuri Riharanira Imibereho Myiza) est un parti politique au Rwanda.

## Historique
Le parti est formé par Bernard Ntaganda (en) le 14 décembre 2008 après que celui-ci est quitté le Parti social-démocrate. En raison de ce que le gouvernement rwandais considérait être des manifestations illégales, les dirigeants du parti, ont été arrêtés le 24 juin 2010 et libérés le 9 juillet 2010. Ntaganda se voit quant à lui refuser une caution et est condamné à quatre ans de prison en 2011. Il est libéré en 2014.
Le parti se présente aux élections législatives de 2013 mais ne remporte pas de siège. Cependant à la suite des elections législatives de 2018 il remporte 2 sièges et fait son entrée à la Chambre des députés.

## Résultats

### Élections législatives
| Année | Voix    | %    | Élus    |
| ----- | ------- | ---- | ------- |
| 2013  | -       | -    | 0 / 80  |
| 2018  | 304 231 | 4,57 | 2 / 123 |